# 79街車站 (IRT百老匯-第七大道線)
79街車站（英語：79th Street station）是紐約地鐵IRT百老匯-第七大道線一個慢車地鐵站，位於曼哈頓上西城79街及百老匯交界，設有1號線（任何時候停站）與2號線（僅深夜停站）列車服務。

## 車站結構
| G        | 街道               | 出入口                                         |
| P 月台層 | 側式月台，右側開門 | 側式月台，右側開門                             |
| P 月台層 | 北行               | 往范科特蘭公園-242街（深夜時 往241街）（86街） |
| P 月台層 | 北行快速           | 不停靠                                         |
| P 月台層 | 南行快速           | 不停靠                                         |
| P 月台層 | 南行               | 往南碼頭（深夜時 往布魯克林學院）（72街）      |
| P 月台層 | 側式月台，右側開門 |                                                |

與其他慢車站一樣，79街車站設有兩個側式月台和四條軌道。兩條快車軌道由2號線（白天時段）列車與3號線通過。在此站中央快車軌道比慢車軌道稍低，尤其是北端。

## 外部連結
- nycsubway.org—IRT West Side Line: 79th Street
- Station Reporter – 1 Train
- Forgotten NY – Original 28 - NYC's First 28 Subway Stations (Part 2)（页面存档备份，存于）
- 79th Street entrance from Google Maps Street View
- Platforms from Google Maps Street View （页面存档备份，存于）